# Лозуватська сільська рада (П'ятихатський район)
Лозуватська сільська рада — колишній орган місцевого самоврядування у П'ятихатському районі Дніпропетровської області України з адміністративним центром у с. Лозуватка. Ліквідована в 23.12.2016 року. Увійшла в склад Вишнівської об'єднаної територіальної громади.

## Населені пункти
Сільській раді були підпорядковані населені пункти:
- с. Лозуватка
- с. Байківка
- с. Іванівка
- с. Ликошине
- с. Новоукраїнка
- с. Терно-Лозуватка
- с. Червоний Яр

## Склад ради
Рада складалася з 16 депутатів та голови.